# Eric Boe
Le colonel Eric Allen Boe, né le 1er octobre 1964 à Miami en Floride, est un pilote d'essai de la United States Air Force et de la NASA. Il est vétéran de deux missions de la navette spatiale. Il devait participer au programme CST-100 Starliner, mais a été déclaré inapte par les médecins.

## Vols réalisés
- Endeavour STS-126, lancée le 14 novembre 2008 : Livraison d'équipements permettant d'accroître la capacité d'accueil de la station spatiale internationale.
- Discovery STS-133, lancée le 24 février 2011, dernière mission de la navette spatiale Discovery.